# Любезнов, Иван Александрович
Ива́н Алекса́ндрович Любе́знов (19 апреля [2 мая] 1909, Астрахань — 5 марта 1988, Москва) — советский и российский актёр театра и кино, чтец. Народный артист СССР (1970). Лауреат Сталинской премии второй степени (1946).

## Биография
Иван Любезнов родился в Астрахани.
В 1920—1921 годах служил рассыльным Астраханского морского порта. В 1921—1927 годах учился в школе-девятилетке, в 1927—1928 был учеником кочегара Самарского речного пароходства.
Работал статистом в Астраханском драматическом театре. В 1931 году окончил Центральный техникум театрального искусства, курс Андрея Петровского, после чего был зачислен в труппу Малого театра.
С 1928 года выступал на эстраде как чтец, особенный успех принесло ему исполнение современных басен. Обладая ярким голосом, много работал на радио, принимал участие в озвучивании мультфильмов.
В 1935—1948 годах служил в Московском театре сатиры, с 1948 года — вновь актёр Малого театра.
В 1935 году дебютировал в кино, снявшись в эпизоде в картине «Вражьи тропы». Известность ему принесла роль счетовода Ковынько в музыкальной комедии Ивана Пырьева «Богатая невеста» (1938).
Член ВКП(б) с 1940 года.
Иван Александрович Любезнов умер 5 марта 1988 года на 79-м году жизни в Москве. Похоронен на Ваганьковском кладбище (56 уч.).

### Личная жизнь
Первая жена — Марина Алексеевна Ладынина (1908—2003), однокурсница, актриса. Народная артистка СССР (1950). Ушла к кинорежиссёру Ивану Пырьеву.
Вторая жена — Валентина Алексеевна Ладынина (1914—1984), младшая сестра Марины Ладыниной.
- Сын — Михаил Любезнов (1947—1981), актёр, известен главным образом по роли Чарли Уэйкема в фильме «Здравствуйте, я ваша тётя» и написанным им словам песни «В семь часов у Никитских ворот». Во время депрессии покончил жизнь самоубийством (принял слишком большую дозу снотворного).
  - Внук — Иван Любезнов (1976—2016)[8].

## Творчество

### Роли в театре

#### Московский театр сатиры
- «Таланты» К. Я. Финна — Орлов[2]
- «Сашка» К. Я. Финна — Сашка
- «Женитьба Белугина» А. Н. Островского —  Гаврила Пантелеевич Белугин

#### Малый театр
- 1948 — «Московский характер» А. В. Софронова — Кривошеий
- 1949 — «Ревизор» Н. В. Гоголя — Почтмейстер
- 1949 — «Тайная война» В. С. Михайлова и Л. С. Самойлова — Минаев
- 1950 — «Калиновая роща» А. Е. Корнейчука — Николай Александрович Верба
- 1950 — «Голос Америки» Б. А. Лавренёва — Макдональд
- 1951 — «Семья Лутониных» братьев Тур и И. А. Пырьева — Андрей Калмыков
- 1951 — «Калиновая роща» А. Е. Корнейчука — Романюк
- 1952 — «Незабываемый 1919-й» Вс. В. Вишневского — Шибаев
- 1953 — «Северные зори» Н. Н. Никитина — Фролов
- 1953 — «Шакалы» А. М. Якобсона — Мак Кеннеди
- 1954 — «Порт-Артур» И. Ф. Попова и А. Н. Степанова — Борейко
- 1954 — «Сердце не камень» А. Н. Островского — Константин Каркунов
- 1955 — «Такие времена» Е. Юрандота — Скупень
- 1956 — «Крылья» А. Е. Корнейчука — Гордей Афанасьевич Дремлюга
- 1956 — «Васса Железнова» М. Горького — Прохор Храпов
- 1956 — «Макбет» У. Шекспира — Привратник
- 1957 — «Одна ночь» Б. Л. Горбатова — Новожилов
- 1957 — «Село Степанчиково и его обитатели» по Ф. М. Достоевскому — Коровкин
- 1958 — «Вечный источник» Д. И. Зорина — Гарасыч
- 1959 — «Завещание» С. А. Ермолинского — Капитонов
- 1959 — «Свои люди — сочтёмся» А. Н. Островского — Самсон Силыч
- 1960 — «Неравный бой» В. С. Розова — Роман Тимофеевич
- 1961 — «Сердце не камень» А. Н. Островского — Потап Каркунов
- 1962 — «Нас где-то ждут» А. Н. Арбузова — Праздников
- 1963 — «Палата» С. И. Алёшина — Прозоров
- 1964 — «Дачники» М. Горького — Двоеточие
- 1965 — «Герой фатерланда» Л. Кручковского — Бумюллер
- 1966 — «Ревизор» Н. В. Гоголя — Осип
- 1967 — «Сын» А. В. Софронова — Безбородько
- 1968 — «Мои друзья» А. Е. Корнейчука — Терентий Черногуз
- 1971 — «Достигаев и другие» М. Горького — Бородатый солдат
- 1972 — «Достигаев и другие» М. Горького — Губин
- 1973 — «Пучина» А. Н. Островского — Боровцов
- 1975 — «Русские люди» К. М. Симонова. Режиссёр: Б. И. Равенских — Старик[9]
- 1976 — «Беседы при ясной луне» по В. М. Шукшину — Глухов
- 1976 — «Ураган» А. В. Софронова — Чапан
- 1977 — «Любовь Яровая» К. А. Тренёва. Режиссёр: П. Н. Фоменко — сторож Чир[10]
- 1979 — «Потерянный рай» И. Шаркади — Имре Шебек
- 1981 — «Целина» по Л. И. Брежневу — Коваленко
- 1981 — «Ретро» А. М. Галина. Режиссёр: Л. Е. Хейфец — Чмутин
- 1983 — «Незрелая малина» И. Губача — Шаня
- 1986 — «Иван» А. Кудрявцева — Женьшень

### Фильмография
| Год  |     | Название                                                   | Роль                                                                |
| ---- | --- | ---------------------------------------------------------- | ------------------------------------------------------------------- |
| 1935 | ф   | Вражьи тропы                                               | эпизод                                                              |
| 1937 | ф   | Белеет парус одинокий                                      | человек у доски объявлений                                          |
| 1937 | ф   | Богатая невеста                                            | счетовод Ковынько                                                   |
| 1939 | ф   | Шуми городок                                               | Парикмахер                                                          |
| 1940 | ф   | Старый наездник                                            | Костя, колхозный парикмахер                                         |
| 1940 | ф   | Закон жизни                                                | Зверев                                                              |
| 1940 | ф   | Яков Свердлов                                              | уголовник                                                           |
| 1941 | ф   | Дочь моряка                                                | второй помощник Сенин                                               |
| 1941 | ф   | Как поссорился Иван Иванович с Иваном Никифоровичем        | Писарь                                                              |
| 1941 | ф   | Боевой киносборник № 7 (новелла «Самый храбрый»)           | Отто Шульц                                                          |
| 1942 | ф   | Александр Пархоменко                                       | парламентёр                                                         |
| 1944 | ф   | В 6 часов вечера после войны                               | лейтенант Павел Демидов                                             |
| 1945 | ф   | Здравствуй, Москва!                                        | директор ремесленного училища Иван Александрович                    |
| 1946 | ф   | Синегория                                                  | Плотников, секретарь райкома                                        |
| 1947 | ф   | За тех, кто в море                                         | Лишев                                                               |
| 1949 | ф   | Встреча на Эльбе                                           | Гарри Перебейнога                                                   |
| 1953 | ф   | Вихри враждебные                                           | Лемех                                                               |
| 1954 | ф   | Родимые пятна (киноальманах) (новелла «Ревизоры поневоле») | Русаков                                                             |
| 1955 | ф   | Гость с Кубани                                             | Иван Иванович Сундуков                                              |
| 1955 | ф   | Доброе утро                                                | Михаил Михайлович Бобылёв, заместитель начальника по общим вопросам |
| 1958 | ф   | Идиот                                                      | генерал Иволгин                                                     |
| 1958 | ф   | Матрос с «Кометы»                                          | Стародуб                                                            |
| 1960 | ф   | Бессонная ночь                                             | Сидор Афанасьевич Дубовик                                           |
| 1961 | ф   | Казаки                                                     | хорунжий                                                            |
| 1962 | тф  | Голубой огонёк-1962                                        | Антон Фомич                                                         |
| 1962 | ф   | Коллеги                                                    | Ярчук                                                               |
| 1962 | кор | Фитиль (фильм №3 «Уши»)                                    | карьерист                                                           |
| 1963 | кор | Фитиль (фильм №11 «Эх, дороги!»)                           | комментатор                                                         |
| 1963 | кор | Падение Карфагенова                                        | Карфагенов                                                          |
| 1963 | кор | Упрямая девчонка                                           | Софрон Карпович                                                     |
| 1963 | ф   | Непридуманная история                                      | эпизод                                                              |
| 1964 | тф  | Голубой огонёк. 25 лет советскому телевидению              | зритель / чтец                                                      |
| 1966 | тф  | Дачники                                                    | Двоеточие                                                           |
| 1966 | тф  | Сказки русского леса                                       | камео (читает басню)                                                |
| 1966 | кор | Фитиль (фильм №47 «Карусель»)                              | Николай Иванович                                                    |
| 1969 | ф   | Похищение                                                  | артист Любезнов                                                     |
| 1974 | тф  | Дом Островского                                            | Самсон Силыч Большов                                                |
| 1975 | тф  | Достигаев и другие                                         | бородатый солдат                                                    |
| 1976 | тф  | Пучина                                                     | Пуд Кузьмич Боровцов                                                |
| 1976 | ф   | Солдаты свободы                                            | маршал Фёдор Иванович Толбухин                                      |
| 1978 | ф   | Летучая мышь                                               | Фрош, дежурный тюремщик                                             |
| 1979 | тф  | Русские люди                                               | Старик                                                              |
| 1981 | тф  | Беседы при ясной луне                                      | Глухов                                                              |
| 1981 | тф  | Любовь Яровая                                              | Чир                                                                 |
| 1984 | тф  | Ретро                                                      | Николай Михайлович Чмутин                                           |
| 1985 | тф  | Незрелая малина                                            | Шаня                                                                |
| 1988 | тф  | Иван                                                       | Женьшень                                                            |

### Озвучивание мультфильмов
- 1960 — Мультипликационный Крокодил № 1 — Крокодил
- 1960 — Мультипликационный Крокодил № 2 — Крокодил
- 1960 — Мультипликационный Крокодил № 3 — Крокодил
- 1960 — Разные колёса — Медведь
- 1961 — Мультипликационный Крокодил № 4. На чистую воду — Крокодил
- 1961 — Мультипликационный Крокодил № 5 — Крокодил
- 1964 — Следы на асфальте — читает текст
- 1967 — Волшебное слово (в сборнике мультфильмов Сказки для больших и маленьких) — Медведь
- 1967 — Заяц-симулянт (в сборнике мультфильмов Сказки для больших и маленьких) — Медведь

### Участие в фильмах
- 1965 — Полдень (документальный)

### Архивные кадры
- 2002 — Иван Любезнов (из цикла телепрограмм канала ОРТ «Чтобы помнили») (документальный)

## Звания и награды
- Заслуженный артист РСФСР (1947)[11]
- Народный артист РСФСР (1955)[12]
- Народный артист СССР (1970)
- Сталинская премия второй степени (1946) — за исполнение роли Павла Демидова в фильме «В шесть часов вечера после войны» (1944)
- Орден Ленина (1979)
- Орден Октябрьской Революции (1974)
- Орден «Знак Почёта» (23.03.1938) — в связи с выпуском выдающихся кинофильмов, получивших единодушное одобрение зрителей, «Ленин в Октябре», «Петр I-ый» и колхозный фильм «Богатая невеста»
- Медаль «За доблестный труд. В ознаменование 100-летия со дня рождения Владимира Ильича Ленина»
- Медаль «За оборону Москвы»
- Медаль «Тридцать лет Победы в Великой Отечественной войне 1941—1945 гг.»
- Медаль «Сорок лет Победы в Великой Отечественной войне 1941—1945 гг.»
- Медаль «За доблестный труд в Великой Отечественной войне 1941—1945 гг.»
- Медаль «В память 800-летия Москвы»
- Медаль «Ветеран труда»